# Horacio Pilar
Horacio Pilar fue un poeta argentino nacido en Buenos Aires, en 1935, y fallecido en la misma ciudad en 1999. Fue galardonado con el Premio del Fondo Nacional de las Artes de su país.

## Historia
Fue uno de los fundadores de la J.U.P. (Juventud Universitaria Peronista). Por su libro Amor y conocimiento, en 1965 compartió el Premio del Fondo Nacional de las Artes con María Elena Walsh y Alejandra Pizarnik, hallándose preso debido a su militancia política. Estuvo exiliado en Brasil, retornando a Argentina en 1988. Compuso letras de canciones con el guitarrista Juan Falú.
En 2000 la editorial Atuel (Buenos Aires) editó su Poesía completa (constituida por Poemas de 1959, Amor y conocimiento e Igual atacaría x 3, más algunos textos incluidos en una publicación colectiva titulada Cinco poetas). El volumen, de 272 páginas, cuenta con una presentación de Jorge Quiroga y con un epílogo de Raúl Santana, ambos poetas argentinos que fueran amigos de Pilar.
En mayo y junio de 2003 se realizó en el Centro Cultural “Raíces” de la ciudad de Buenos Aires, con la coordinación de Rolando Revagliatti, el Ciclo de Poesía “Horacio Pilar”.